# ASD Chieti
Associazione Sportiva Dilettantistica Chieti is een Italiaanse voetbalclub uit Chieti. De club werd opgericht in 1922 als Calcio Chieti. De thuiswedstrijden worden in het Stadio Guido Angelini gespeeld, dat plaats biedt aan 8.300 toeschouwers. De clubkleuren zijn groen-zwart.
In 2006 werd de club failliet verklaard en terug gezet naar de Promozione. Door het faillissement is er een doorstart gemaakt onder de huidige naam.

## Gewonnen prijzen
- Eccellenza Abruzzo
  - Winnaar (1): 2008

## Bekende (oud-)spelers
- Fabio Grosso 1998-2001